# انتخابات مجلس ایران (زمستان ۱۳۳۹)
انتخابات پارلمانی مجلس بیستم ایران در سال ۱۳۳۹ پس از لغو انتخابات چند ماه گذشته توسط شاه برگزار شد. در این انتخابات حزب ملّیون با کسب ۷۵ کرسی از ۲۰۰ کرسی مجلس پیروز شد.
در این انتخابات به زور مانع از مبارزه نامزدهای جبهه ملی مانند برومند در اصفهان شده بودند. در میان اپوزیسیون تنها الله‌یار صالح توانست یک کرسی زادگاه خود کاشان را برنده شود.

## نتایج
| حزب                 | رای | % | کرسی | +/– |
| ------------------- | --- | - | ---- | --- |
| حزب ملّیون           |     |   | ۷۵   | +۴  |
| حزب مردم            |     |   | ۶۵   | +۲۹ |
| مستقل               |     |   | ۳۲   | +۱۲ |
| احزاب دیگر          |     |   | ۲۸   | +۱۹ |
| رای های نامعتبر     |     | – | –    | –   |
| مجموع               |     |   | ۲۰۰  | +۶۴ |
| منبع: Nohlen et al. |     |   |      |     |